# 莱费
莱费（義大利語：Leffe），意大利北部伦巴第大区贝加莫省城镇，靠近阿尔卑斯山脉，距离米兰80公里。该城镇因其纺织工业而知名。